# 홍가신 청난공신 교서 및 관련 고문서
홍가신 청난공신 교서 및 관련 고문서(洪可臣 淸難功臣 敎書 및 關聯 古文書)은 대한민국 충청남도 아산시에 있는 조선시대의 문서이다. 2014년 1월 20일 대한민국의 보물 제1815호로 지정되었다.

## 문화재 개요
‘홍가신 청난공신 교서 및 관련 고문서(洪可臣淸難功臣敎書및 關聯古文書)’는 조선 중기의 문신 문장공 홍가신(文壯公洪可臣, 1541~1615년)의 청난일등 공신(淸難一等功臣) 관련 문서가 중심을 이룬다. 그를 청난 1등 공신으로 책봉한 공신교서를 중심으로 3대를 추증하는 문서들 가운데 부모를 추증한 문서 및 사망 이후 홍가신을 추증한 문서 등으로 구성되어 있다.
이와 함께 공신 책봉 이전 홍가신의 행적을 반영하는 문서가 포함되어 있는데, 가선대부 한성부 우윤(嘉善大夫漢城府右尹)에 제수될 당시 그의 처에게 발급된 외명부 직첩 및 부친을 추증한 문서들이다. 이들 문서는 홍가신과 관련한 일괄 문서의 형태를 이루고 있어 조선 중기 이몽학(李夢鶴, ?~1596년)의 난과 관련한 역사 연구를 구체화하고, 호서지역 사족가의 존재 양태를 파악할 수 있는 1차 사료로서의 가치가 높다. 또한 조선시대 고문서학 연구의 외연을 확대하고 활성화하는 데 기여할 것으로 평가된다.

### 홍가신 청난공신 교서(洪可臣淸難功臣敎書)
선조 37년(1604년) 10월에 홍가신을 ‘분충출기합모적의청난공신(奮忠出氣合謨迪毅淸難功臣)’ 1등으로 봉작한 공신교서이다. 제술자는 이심(李愖, 1559~1625년), 서사자는 이규보(李奎報)의 10세손인 이복장(李福長, 1570년~?)이다.

### 홍가신처 이씨 고신 교지(洪可臣妻李氏告身敎旨)
선조 35년(1602년) 12월 26일에 홍가신의 부인 이씨를 ‘정부인(貞夫人)’으로 봉작한 교지이다. 홍가신이 가선대부 한성부 우윤(嘉善大夫漢城府右尹)에 임명될 때 그의 직책에 준하여 부인 이씨에게 정부인의 외명부 직첩을 하사한 문서이다.

### 홍가신비 신씨 추증 교지(洪可臣妣申氏追贈敎旨)
선조 37년(1604년) 11월 16일에 홍가신의 어머니 신씨를 ‘정경부신(貞敬夫人)’으로 추증한 추증교지이다. 청난공신 정헌대부 영원군 겸오위도총부도총관(淸難功臣 正憲大夫 寧原君 兼五衛都摠府都摠管)에 봉작된 홍가신의 3대를 추증한 문서 중의 하나로 그의 직책에 준하여 사망한 모친 신씨를 정경부인으로 추증하고 있다.

### 홍가신비 성씨 추증 교지(洪可臣妣成氏追贈敎旨)
선조 37년(1604년) 11월 16일에 홍가신의 어머니 성씨를 ‘정경부인(貞敬夫人)’으로 추증한 추증교지이다. ‘청난공신 정헌대부 영원군 겸오위도총부도총관(淸難功臣 正憲大夫 寧原君 兼五衛都摠府都摠管)’에 봉작된 홍가신의 3대를 추증한 문서 중의 하나로 그의 직책에 준하여 사망한 또 다른 모친성씨를 정경부인으로 추증하고 있다.

### 홍가신 추증 교지(洪可臣追贈敎旨)
광해군 7년(1615년) 7월 24일에 홍가신을 ‘대광보국숭록대부의정부우의정겸령경연사감춘추관사세자부영원부원군(大匡輔國崇祿大夫議政府右議政兼領經筵事監春秋館事世子傅寧原府院君)’으로 추증한 추증교지이다.

### 홍온 추증 교지(洪昷追贈敎旨)
선조 35년(1602년) 12월 26일에 홍가신의 부친 홍온(洪昷, 1521-1579년)을 ‘가선대부이조참판겸동지의금부사(嘉善大夫吏曹參判兼同知義禁府事)’로 증직한 추증교지이다. 홍가신이 가선대부 한성부 우윤(嘉善大夫漢城府右尹)에 임명되었을 때 3대를 추증한 문서 가운데 하나로 사망한 부친을 그의 직책에 준하여 추증하고 있다.

### 홍온 증직 교지(洪昷贈職敎旨)
선조 37년(1604년) 9월 14일에 홍가신의 부친 홍온을 ‘정헌대부이조판서겸지의금부사(正憲大夫吏曹判書兼知義禁府事)’로 증직한 교지이다. 청난공신 정헌대부 영원군(淸難功臣正憲大夫寧原君)에 봉작된 홍가신의 3대를 추증한 문서 중의 하나로 사망한 부친을 홍가신의 직책에 준하여 정헌대부 이조판서로 추증하고 있다.

### 홍은 증직 교지(洪昷贈職敎旨)
선조 37년(1604년) 11월 16일에 홍가신의 부친 홍온을 ‘순충적덕병의보조공 신대광보국숭록대부의정부영의정겸령경연관상감사익녕부원군(純忠積德秉義補祚功臣大匡輔國崇祿大夫議政府領議政兼領經筵觀象監事益寧府院君)’으로 증직한 교지이다. 청난공신 정헌대부 영원군 겸오위도총부도총관(淸難功臣正憲大夫寧原君兼五衛都摠府都摠管)에 봉작된 홍가신의 3대를 추증한 문서 중의 하나로 사망한 부친을 홍가신의 직책에 준하여 추증하고 있다.

## 같이 보기
- 홍가신
- 청난공신

## 참고 자료
- 홍가신 청난공신 교서 및 관련 고문서 - 국가유산청 국가유산포털